# Чемпионат России по международным шашкам среди мужчин 2013 (классическая программа)
Чемпионат России по международным шашкам среди мужчин 2013 года в классической программе прошёл с 14 по 22 августа в г.Суздаль, Владимирская область. Результаты турнира засчитывались в командном зачёте. Главный судья арбитр ФМЖД Мельников А. П., Главный секретарь судья всероссийской категории Виноградов Б. Л.
 Золото — Айнур Шайбаков
 Серебро — Муродулло Амриллаев
 Бронза — Александр Георгиев
Швейцарская система, 9 туров.

## 9 тур
Амриллаев М. — Шайбаков А. — 1-1
Гетманский А. — Мильшин М. — 1-1
Георгиев А. — Калмаков А. — 2-0
Филимонов А. — Чижов А. — 1-1
Псурцев И. — Мильшин В. — 0-2
Трофимов И. — Семёнов С. — 2-0
Ильин Д. — Верховых А. — 1-1
Букин Н. — Андреев А. — 0-2
Агафонов Н. — Рахимзянов Р. — 2-0
Ларионов Н. — Аширов Д. — 0-2
Орешков В. — Маркин В. — 2-0
Шокин С. — Сабанцев П. — 2-0
отдыхает — Петрушин З. −0-2

## 8 тур
Георгиев А. — Амриллаев М. — 1-1
Шайбаков А. — Агафонов Н. — 2-0
Калмаков А. — Гетманский А. — 1-1
Мильшин М. — Мильшин В. — 1-1
Верховых А. — Чижов А. — 0-2
Андреев А. — Филимонов А. — 0-2
Ларионов Н. — Трофимов И. — 1-1
Рахимзянов Р. — Псурцев И. — 1-1
Петрушин З. — Букин Н. — 0-2
Ильин Д. — Шокин С. — 2-0
Аширов Д. — Орешков В. — 1-1
Маркин В. — Сабанцев П. — 1-1
Семёнов С. — отдыхает — 2-0

## 7 тур
Трофимов И. — Амриллаев М. 0-2
Шайбаков А. — Калмаков А. 1-1
Гетманский А. — Георгиев А. 1-1
Мильшин М. — Верховых А. 1-1
Чижов А. — Андреев А. 1-1
Филимонов А. — Семёнов С. 2-0
Мильшин В. — Ильин Д. 2-0
Агафонов Н. — Букин Н. 2-0
Маркин В. — Рахимзянов Р. 0-2
Псурцев И. — Аширов Д. 2-0
отдыхает — Ларионов Н. 0-2
Сабанцев П. — Петрушин З. 1-1
Шокин С. — Орешков В. 2-0

## 6 тур
Амриллаев М. — Гетманский А. 1-1
Филимонов А. — Шайбаков А. 0-2
Георгиев А. — Верховых А. 2-0
Андреев А. — Калмаков А. 0-2
Аширов Д. — Мильшин М. 0-2
Чижов А. — Трофимов И. 1-1
Агафонов Н. — Мильшин В. 1-1
Рахимзянов Р. — Петрушин З. 1-1
Орешков В. — Псурцев И. 1-1
Букин Н. — Шокин С. 2-0
Ларионов Н. — Ильин Д. 0-2
Семёнов С. — Маркин В. 1-1
отдыхает — Сабанцев П. 0-2

## 5 тур
Гетманский А. — Чижов А. 2-0
Шайбаков А. — Георгиев А. 1-1
Амриллаев М. — Мильшин М. 2-0
Верховых А. — Андреев А. 1-1
Калмаков А. — Букин Н. 2-0
Трофимов И. — Мильшин В. 1-1
Маркин В. — Агафонов Н. 1-1
Рахимзянов Р. — Филимонов А. 0-2
Семёнов С. — Сабанцев П. 1-1
Ильин Д. — Псурцев И. 1-1
Шокин С. — Ларионов Н. 1-1
Петрушин З. — Аширов Д. 0-2
отдыхает — Орешков В. 0-2

## 4 тур
Мильшин М. — Шайбаков А. 1-1
Андреев А. — Амриллаев М. 1-1
Ларионов Н. — Георгиев А. 0-2
Чижов А. — Рахимзянов Р. 2-0
Агафонов Н. — Верховых А. 0-2
Гетманский А. — Филимонов А. 2-0
Трофимов И. — Калмаков А. 1-1
Мильшин В. — Аширов Д. 1-1
Сабанцев П. — Букин Н. 0-2
Псурцев И. — Маркин В. 1-1
Семёнов С. — Шокин С. 1-1
Ильин Д. — отдыхает 2-0
Орешков В. — Петрушин З. 0-2

## 3 тур
Андреев А. — Мильшин М. 1-1
Амриллаев М. — Псурцев И. 2-0
Мильшин В. — Шайбаков А. 0-2
Калмаков А. — Чижов А. 1-1
Верховых А. — Гетманский А. 1-1
Георгиев А. — Трофимов И. 1-1
Филимонов А. — Орешков В. 2-0
Аширов Д. — Рахимзянов Р. 0-2
Шокин С. — Агафонов Н. 0-2
Букин Н. — Семёнов С. 1-1
Сабанцев П. — Ларионов Н. 0-2
Маркин В. — отдыхает 2-0
Петрушин З. — Ильин Д. 1-1

## 2 тур
Чижов А. — Георгиев А. 1-1
Шайбаков А. — Гетманский А. 1-1
Калмаков А. — Амриллаев М. 1-1
Трофимов И. — Верховых А. 1-1
Мильшин М. — Филимонов А. 2-0
Андреев А. — Шокин С. 2-0
Маркин В. — Мильшин В. 0-2
Рахимзянов Р. — Букин Н. 1-1
Псурцев И. — Петрушин З. 2-0
Семёнов С. — Ларионов Н. 1-1
Орешков В. — Сабанцев П. 1-1
Агафонов Н. — Ильин Д. 2-0
отдыхает — Аширов Д. 0-2

## 1 тур
Георгиев А. Маркин В. 2-0
Букин Н. Чижов А. 0-2
Гетманский А. Орешков В. 2-0
Аширов Д. Шайбаков А. 0-2
Амриллаев М. Агафонов Н. 2-0
Ильин Д. Калмаков А. 0-2
Мильшин В. Рахимзянов Р. 1-1
Сабанцев П. Трофимов И. 0-2
Верховых А. Семёнов С. 2-0
Ларионов Н. Мильшин М. 0-2
Филимонов А. Псурцев И. 2-0
Петрушин З. Андреев А. 0-2
Шокин С. отдыхает +